# Jakob Koppel Fränkel
Jakob Koppel Fränkel (* 1600 in Höchstadt; † 17. April 1670 in Wien) war ein wohlhabender deutsch-österreichisch-jüdischer Privatbankier und Hoffaktor.

## Leben
Sein Vater war der im fränkischen Baiersdorf gebürtige Jeremias Isaak ha Levi, seine Mutter Ritschl Fränkel. Er selbst heiratete viermal: Lara, Vittoria, Zortel und Ella. Seit spätestens 1640 lebte er in Wien, besaß dort mehrere Häuser, galt als der reichste Jude der Stadt. Als kaiserlicher Hofjude bzw. Landschaftsjude in Niederösterreich war er Einkäufer von Schafswolle und belieferte die Grenztruppen mit Tuchen. Noch kurz vor der Vertreibung der Wiener Juden 1670 starb er am Donnerstag, dem 17. April 1670, und wurde am gleichen Tage auf dem Wiener Judenfriedhof beerdigt. Seine drei Söhne David Isaac Seckel, Israel und Henoch und der Schwiegersohn, Rabbiner Isachar Ber Meyer Halevi, zahlten 4000 Gulden Ablöse, um den Friedhof zu erhalten. Außerdem zahlten sie pauschal 20 000 Gulden an den Kaiser und gaben die ihnen verpfändeten Kronjuwelen von Moldawien dazu, um evtl. Forderungen von Gläubigern zu bestreiten. Sie wanderten zunächst nach Fürth aus, dann teilweise weiter. Erst sechs Jahre später konnten sie einen einfachen Grabstein darauf setzen. Der Tochter Ritschels Söhne Elkan Fränkel und der Rabbiner Zwi Hirsch gerieten 1712 in einen skandalösen Kriminalprozess in Fürth. Ritschel, auch Rechel genannt, wurde zur Ahnin einer ganzen Reihe von Rabbinern und Gelehrten.

## Einzelbelege
1. ↑  Peter Trawnicek: Tuchsold und Landschaftsjuden. In: Jahrbuch für Landeskunde von Niederösterreich. Neue Folge 66-68, 2000, S. 309–386.
2. ↑  David Kaufmann: Die letzte Vertreibung der Juden aus Wien und Niederösterreich, ihre Vorgeschichte 1625-1670 und ihre Opfer. C. Konegen, 1889 (archive.org [abgerufen am 23. März 2020]).

| Personendaten    | Personendaten         |
| ---------------- | --------------------- |
| NAME             | Fränkel, Jakob Koppel |
| ALTERNATIVNAMEN  | Fränkel, Koppel       |
| KURZBESCHREIBUNG | Privatbankier in Wien |
| GEBURTSDATUM     | 1600                  |
| GEBURTSORT       | Höchstadt             |
| STERBEDATUM      | 17. April 1670        |
| STERBEORT        | Wien                  |